# 参加

## 日本法
日本の手続法における参加（さんか）とは、訴訟その他の手続の係属中に第三者が当該手続に当事者その他の地位において加わることをいう。
- 共同訴訟参加 - 民事訴訟における参加の一。
- 独立当事者参加 - 民事訴訟における参加の一。
- 補助参加 - 民事訴訟における参加の一。

- 特許制度における参加 - 行政審判における参加の一。

- 被害者参加制度 - 刑事訴訟における参加の一。| スタブアイコン | この項目は、法分野に関連した書きかけの項目です。この項目を加筆・訂正などしてくださる協力者を求めています（P:法学/PJ:法学）。 |  - 表示
  - 編集